# Holops frauenfeldii
Holops frauenfeldii är en tvåvingeart som beskrevs av Ignaz Rudolph Schiner 1868. Holops frauenfeldii ingår i släktet Holops och familjen kulflugor. Inga underarter finns listade i Catalogue of Life.